# Ramon Folc V de Cardona
Ramon Folc V de Cardona (?, 1220 - Mallol, 5 de juny de 1276) fou vescomte de Cardona (1241-1276). Tal com ho va fer el seu pare es va oposar al rei Jaume I, contra qui va morir defensant el seu castell. Era fill de Ramon Folc IV de Cardona i Agnès de Tarroja. Es casà amb Esclarmunda de Foix, amb qui no tingué cap fill. En segones núpcies amb Sibil·la d'Empúries (?-31 de juliol de 1317), filla de Ponç IV, amb qui tingué els següents fills:
- Bernat Amat de Cardona i d'Empúries.
- Brunissenda de Cardona, casada amb Guerau VII de Cervelló, baró de Cervelló i morta en desembre de 1319.
- Guillem de Cardona.
- Ramon Folc VI de Cardona successor al vescomtat de Cardona.
- Sibil·la de Cardona, casada amb Àlvar II d'Urgell, vescomte d'Àger i morta el 1300.
- Hug de Cardona, mort el 1330.
- Pere Amat de Cardona.
- Ramon de Cardona i d'Empúries, participà en l'expedició a Sicília del rei Pere el 1282, allí s'hi establí.
- Guillem de Cardona.